# Какмоля, Юлия Николаевна
Юлия Николаевна Какмоля (род. 8 марта 1986 года, Тольятти, Самарская область) — российская гандболистка, линейный игрок ГК «Лада». Двукратная победительница Кубка ЕГФ 2012 и 2014 года. Чемпионка России 2008 года и обладательница Кубка России 2006 года.

## Биография
Родилась в 1986 году в городе Тольятти. С 12 лет профессионально занимается гандболом. Воспитанница СДЮСШОР № 2 города Тольятти, первым тренером является Игорь Феодосиевич Шкробот.
В 2005 году Юлия, воспитанница тольяттинской гандбольной школы, начала свою профессиональную карьеру в первой команде в ГК "Лада. За всё время своей клубной гандбольной карьеры ни разу не покинула свой родной клуб.
В 2006 году, в первом же сезоне во взрослой команде становиться обладателем Кубка России, через два года в составе тольяттинского клуба завоёвывает чемпионский титул. Дважды, в 2012 и 2014 годах побеждала в Кубке ЕГФ. В 2007 году была финалисткой Лиги Чемпионов по гандболу.
Кроме того, серебряный призер Кубка России 2007, 2009, 2015 и 2019 годов, бронзовый призер Кубка России 2010, 2012 и 2014 годов, серебряный призер чемпионата России 2007, 2014, 2015, 2017, 2018 и 2019 годов, бронзовый призер чемпионата России 2009, 2011, 2012 и 2016 годов.
В настоящее время продолжает выступать за тольяттинский клуб, капитан команды.
Обучалась в Тольяттинском государственном университете, который окончила в 2008 году.
Замужем, воспитывает сына Никиту 2013 года рождения.